# João de Chaves
D. Frei João de Chaves foi um frade franciscano, Bispo de Viseu entre 1524 e 1525. 
Natural de Chaves ou Guimarães, recebera o hábito dos franciscanos da observância no convento vimaranense. Era doutor em Teologia, teve
assinalável carreira no interior da sua ordem, chegando a provincial em 1505.
Em 1513, aquando da tomada de Azamor por D. Jaime I de Bragança, e expiada a sua mesquita, na qualidade de confessor do duque, celebrou nela a primeira missa. Depois já com avançada idade, em 9 de Setembro de 1524, foi Bispo de Viseu sob condição de libertar parte da renda da diocese para pensão a favor de D. Henrique.